# Raision Loimu 2017-2018
Questa voce raccoglie le informazioni riguardanti il Raision Loimu nelle competizioni ufficiali della stagione 2017-2018.

## Organigramma societario
Area direttiva
- Presidente: Jukka Rajakangas

Area tecnica
- Allenatore: Christophe Achten
- Allenatore in seconda: Sami Laiho

## Rosa
| N° | Nome            | Ruolo | Data di nascita   | Nazionalità sportiva |
| -- | --------------- | ----- | ----------------- | -------------------- |
| 1  | Gino Naarden    | O     | 12 gennaio 1988   | Suriname             |
| 2  | Eetu Kulmala    | S     | 16 novembre 2000  | Finlandia            |
| 3  | Trent O'Dea     | C     | 11 maggio 1994    | Australia            |
| 4  | Ville Sihvonen  | L     | 6 settembre 1998  | Finlandia            |
| 5  | Janne Marttila  | S     | 17 aprile 1997    | Finlandia            |
| 6  | Tuomas Siirilä  | S     | 28 settembre 1997 | Finlandia            |
| 7  | Scott Fifer     | P     | 11 marzo 1993     | Stati Uniti          |
| 8  | Tomi Saarinen   | P     | 7 maggio 1999     | Finlandia            |
| 9  | Kiril Borichev  | S     | 8 ottobre 1989    | Finlandia            |
| 10 | Karri Sihvonen  | C     | 17 febbraio 1994  | Finlandia            |
| 11 | Ossi Rumpunen   | O     | 18 aprile 1989    | Finlandia            |
| 12 | Verneri Vetriö  | S     | 10 luglio 1992    | Finlandia            |
| 14 | Esko Vuorinen   | L     | 1º agosto 1998    | Finlandia            |
| 15 | Tuomas Koppanen | C     | 10 aprile 1993    | Finlandia            |

## Statistiche

### Statistiche dei giocatori
| Giocatore   | L. Mestaruusliiga | L. Mestaruusliiga | L. Mestaruusliiga | L. Mestaruusliiga | L. Mestaruusliiga | Coppa di Finlandia | Coppa di Finlandia | Coppa di Finlandia | Coppa di Finlandia | Coppa di Finlandia | Totale | Totale | Totale | Totale | Totale |
| Giocatore   | P                 | PT                | AV                | MV                | BV                | P                  | PT                 | AV                 | MV                 | BV                 | P      | PT     | AV     | MV     | BV     |
| ----------- | ----------------- | ----------------- | ----------------- | ----------------- | ----------------- | ------------------ | ------------------ | ------------------ | ------------------ | ------------------ | ------ | ------ | ------ | ------ | ------ |
| K. Borichev | 27                | 81                | 58                | 14                | 9                 | 2                  | 4                  | 3                  | 1                  | 0                  | 29     | 85     | 61     | 15     | 9      |
| S. Fifer    | 33                | 73                | 34                | 20                | 19                | 3                  | 11                 | 2                  | 6                  | 3                  | 36     | 84     | 36     | 26     | 22     |
| T. Koppanen | 33                | 235               | 102               | 116               | 17                | 3                  | 23                 | 7                  | 14                 | 2                  | 36     | 258    | 109    | 130    | 19     |
| E. Kulmala  | 1                 | 0                 | 0                 | 0                 | 0                 | -                  | -                  | -                  | -                  | -                  | 1      | 0      | 0      | 0      | 0      |
| J. Marttila | 20                | 186               | 162               | 20                | 4                 | 1                  | 0                  | 0                  | 0                  | 0                  | 21     | 186    | 162    | 20     | 4      |
| G. Naarden  | 33                | 533               | 476               | 29                | 28                | 3                  | 39                 | 26                 | 8                  | 5                  | 36     | 572    | 502    | 37     | 33     |
| T. O'Dea    | 33                | 319               | 219               | 80                | 20                | 3                  | 27                 | 21                 | 5                  | 1                  | 36     | 346    | 240    | 85     | 21     |
| O. Rumpunen | 14                | 138               | 116               | 13                | 9                 | 3                  | 31                 | 29                 | 1                  | 1                  | 17     | 169    | 145    | 14     | 10     |
| T. Saarinen | 24                | 7                 | 4                 | 1                 | 2                 | 2                  | 0                  | 0                  | 0                  | 0                  | 26     | 7      | 4      | 1      | 2      |
| K. Sihvonen | 21                | 40                | 27                | 12                | 1                 | 3                  | 6                  | 6                  | 0                  | 0                  | 24     | 46     | 33     | 12     | 1      |
| V. Sihvonen | 28                | 0                 | 0                 | 0                 | 0                 | 3                  | 0                  | 0                  | 0                  | 0                  | 31     | 0      | 0      | 0      | 0      |
| T. Siirilä  | 30                | 29                | 21                | 6                 | 2                 | 1                  | 0                  | 0                  | 0                  | 0                  | 31     | 29     | 21     | 6      | 2      |
| V. Vetriö   | 30                | 239               | 184               | 34                | 21                | 3                  | 19                 | 16                 | 2                  | 1                  | 33     | 258    | 200    | 36     | 22     |
| E. Vuorinen | 11                | 0                 | 0                 | 0                 | 0                 | 0                  | 0                  | 0                  | 0                  | 0                  | 11     | 0      | 0      | 0      | 0      |

P = presenze; PT = punti totali; AV = attacchi vincenti; MV = muri vincenti; BV = battute vincenti